# Болгарский фронт Первой Балканской войны
Болга́рский фро́нт Пе́рвой Балка́нской войны́ — крупнейший театр военных действий Первой Балканской войны, где происходили боевые действия между армиями Османской империи и Третьего Болгарского царства, существовавший с 21 октября 1912 года по 3 апреля 1913 года. На нём происходили самые ожесточённые сражения войны. Боевые действия на данном фронте завершились в апреле 1913 года и подписанием Лондонского мирного договора.
По итогам Лондонского мирного договора к Болгарии была присоединена практически вся Фракия и множество других территорий. Однако болгарское руководство не было удальтворено результатами войны, и таким образом развязало Вторую Балканскую войну. В последующем Болгария потерпела поражение и потеряла большое количество территорий, полученных в первой войне.

## Предыстория
Напряжённость между балканскими государствами за контроль над территориями Османской империи (Восточная Румелия, Фракия, Македония) временно утихли после вмешательства Великих держав в конце XIX века, целью которого было сохранение безопасности для христианских народов в этих провинциях, а также для сохранения статуса кво. К 1867 году Сербия и Черногория обрели независимость, что подтверждено Берлинским мирным договором в 1878 году. Вопрос о контроле Османской империи над Балканским полуостровом возродился после Младотурецкой революции 1908 года, которая вынудила султана восстановить конституцию страны. В 1908 году, после аннексии Боснии и Герцеговины Австро-Венгрией, начался Боснийский кризис, в результате которого Сербия хотела присоединить регион. В то же время Османская империя хотела обратить боснийцев в мусульманство, и массовой эмиграции народа в Османскую империю.
Эксперимент имел трагические последствия, поскольку эмигранты с лёгкостью объединились с албанскими мусульманами, которые участвовали в албанских восстания 1911—1912 годов. Некоторые албанские правительственные войска перешли на другую сторону. В 1912 году некоторые албанские повстанцы стремились восстановить власть султана Абдула-Хамида II и вытеснили младотурецкие силы из Скопье, продвинувшись на юг, к Монастиру (ныне Битола), вынудив младотурок предоставить автономию крупным регионам. Сербия, которая помогла вооружить албанцев-католиков в районе Миртиде и отправила секретных агентов к повстанцам, приняло восстание как повод для войны. Сербия, Болгария, Греция и Черногория вели переговоры о начале войны с Османской империей ещё до начала аланского восстания 1912 года, и в марте того же года между Сербией и Черногорией. 18 октября 1912 года король Сербии Пётр I издал декларацию «К сербскому народу», которая, по  видимому, поддерживала сербов и албанцев:
Турецкие правительства не проявили никакого интереса к своим обязанностям по отношению к гражданам и проигнорировала все жалобы и продолжения. Ситуация настолько вышла из-под контроля, что ситуация в Турции в Европе никого не устраивала. Невыносимым оно стало также для сербов, греков и албанцев. Поэтому я по милости Божией приказал присоединиться своей храброй армии к Священной войне, чтобы освободить наших братьев и сделать им лучшего будущего. В старой Сербии моя армия встретится не только с сербами-христианами, но и с сербами-мусульманами, которые одинаково дороги нам, и кроме них, с албанцами-христанами и албанцами-мусульманами.
Затем Сербия заключила договор с Болгарией, который предусматривал, что в случае победы Болгария получит всю Македонию, вплоть до Охрида. В то же время Болгария приняла расширене Сербии к северу от Шарских гор (сейчас Северная Македония). В дальнейшем было решено, что промежуточная территория будет оспариваемой и будет передана российскому императору в случае успешной войны над Османской империей. В ходе войны стало очевидно, что албанцы не считают Сербию освободительницей, как предполагал король Пётр I, и сербские войска не выполнили его декларацию о дружбе с албанцами. После успешного государственного переворота, направленного на объединение с Восточной Румелией, болгарское руководство стало мечтать о том, чтобы её национальное объединение было реализовано. Для этой цели оно создало большую армию, и страна получила прозвище «Балканская Пруссия». Однако Болгария не смогла выиграть войну против османов в одиночку.
В Греции офицеры подняли восстание и добились назначения нового прогрессивного правительства, которое, как думали, могло решить критский вопрос в пользу Греции, а также взять реванш османам за поражение греков в греко-турекой войне 1897 года. С этой целью была начата срочная военная реорганизация, возглавляемая французской военной миссией, но её работа была прервана началом войны на Балканах. В ходе дискуссий, которые привели к присоединению Греции к Балканской лиге, Болгария отказалась подписывать какие-либо соглашение о распределении территориальных выгод, в отличие её соглашения с Сербией по поводу Македонии. Дипломатическая политика Болгарии заключалась в том, чтобы подтолкнуть политику Сербии к ограничению её доступа к Македонии, одновременно отказываясь от любого такого соглашения с Грецией. Болгария считала, что её армия сможет занять большую часть Эгейской Македонии и портовый город Салоники раньше, чем это сделают греки.
В 1911 году Королевство Италия начала вторжение в Триполитанию, за которым последовала быстрая оккупация островов Додеканес в Эгейском море. Решающие военные победы итальянцев над османами и успешное албанское восстание 1912 года побудили балканские государства поверить в то, что они смогут победить в войне против османов. К весне и лету 1912 года различные балканские христианские государства создали сеть военных союзов, впоследствии ставших известных как Балканский союз. В то же время Великие державы, в частности, Австро-Венгрия и Франция, безуспешно пытались отговорить балканские государства от войны. В конце сентября Лига и Османская империя мобилизовали свои армии. Первой страной, объявившей войну османам стала Черногория 25 сентября (8 октября). После предъявления невыполнимого ультиматума Османской империи, 13 октября 1912 года Болгария, Сербия и Греция 17 октября 1912 года объявили войну Османской империи. Объявление войны привлекло большое количество военных корреспондентов. По оценкам, от 200 до 300 журналистов со всего мира  освещали войну на Балканах в ноябре 1912 года.

## Боевой порядок и планы

### Болгарское царство
Болгарское царство было в военном отношении было самым могущественным из четырёх балканских государств, располагая большой, хорошо обученной и оснащённой армией. Болгария мобилизовала в общей сложности 600 тыс человек при населении 4 миллиона человек. Болгарская полевая армия насчитывала девять пехотных дивизий, одну кавалерийскую дивизию и более тысячи артиллерийских дивизий. Главнокомандующим армии был царь Фердинанд I, а оперативное командование находилась в руках его заместителя Михаила Савова. У болгар также был небольшой флот из шести торпедных катеров, предназначенных для операций вдоль черноморского побережья страны. Болгария была сосредоточена на ведениях боевых действий во Фракии и Македонии, сформировав три армии. Первая армия под командованием генерала Василя Кутинчева имела три пехотные дивизии, развёрнутые южнее Ямбола и начала операции у реки Тунджа.
Вторая армия под командованием генерала Николы Иванова с двумя пехотными дивизиями и одной пехотной  бригадой была развёрнута западнее первой армии и получила задание захватить крупную крепость Адрианополь (ныне — Эдрине). Планировалось, что третья армия под командованием генерала Радко Дмитриева будет развёрнута к востоку от первой армии и позади неё будет прекрыта кавалерийской дивизией. Она имела три пехотные дивизии, ей было поручено форсировать гору Странджа и захватить крепость Кирк-Килиссе. 2-й и 7-й дивизии были отведены независимые роли, действовавшие в Западной Фракии и Восточной Македонии соответственно.

### Османская империя
К 1912 году Османская империя оказалась в тяжёлом положении. У них было большое население — 26 миллионов человек, но в европейской части проживало чуть более 6,1 миллионов человек, при этом только 2 млн человек были мусульманами. Остальные были христианами, которых считали непригодными к призыву в армию. Плохая транспортная сеть, особенно в азиатском регионе требовала, чтобы единственным надёжным способом переброски войск на европейский театр военных действий был морской путь через Эгейское море, однако особенную угрозу там составлял флот Греции. Кроме того, османы на тот момент всё ещё вели затяжную войну против Италии в Ливии, а также на островах Додеканес в Эгейском море, которая доминировала в военных условиях Османской империи более года.
Конфликт продолжался до 15 октября, через несколько дней после начала боевых действий на Балканах. Османы не смогли существенно укрепить свои позиции на Балканах, поскольку их отношения с балканскими государствами за год ухудшились.

## Битвы

### Битва при Кырджали
Битва при Кырджали произошла 21 октября 1912 года, когда болгарский отряд Хасково разбил турецкий отряд Кырджали Явера-паши и присоединил Кырджали и Восточные Родопы к Болгарии. Незадолго до войны между Болгарией и Османской империей 2-я бригада 2-й фракийской пехотной дивизии были развёрнуты в районе Хасково и прикрывала маршруты до Пловдив и Стара-Загоры.  После исправления болгаро-османской границы в 1886 году после объединения Болгарии османы контролировали Кырджали и окружающие горные хребты. Их армия в этом районе находилась в опасной близости от железной дороги между Пловдивом и Харманли и базой болгарских войск, которые должны были наступать в Восточной Фракии. Главнокомандующий 2-й армией Никола Иванов приказал оттеснить османов к югу от реки Ардас.

### Лозенградская операция
Лозенградская операция происходила на территории Восточной Фракии в период с 22 октября 1912 года, и завершилась через два дня. В результате операции болгарские войска под командованием генерала Радко-Дмитриева разгромили  османские войска в Восточной Фракии. Первые столкновения произошли вокруг нескольких деревень к северу от города. Болгарские атаки были непреодолимы, и османские войска были вынуждены отступить. 10 октября османская армия пригрозила разделить 1-ю и 3-ю болгарские армии, но была быстро остановлена атакой 1-й Софийской и 2-й Преславской бригад. После кровопролитных боев по всему городскому фронту османы начали отступать, и на следующее утро Кирк-Килиссе (Лозенград) оказался в руках болгар. Мусульманское турецкое население города было изгнано и бежало на восток, в сторону Константинополя.
После победы французский военный министр Александр Мильеран заявил, что болгарская армия — лучшая в Европе и что он предпочел бы в качестве союзников 100 000 болгар, чем любую другую европейскую армию.